# Iveland
Iveland és un municipi situat al comtat d'Agder, Noruega. Té 1.317 habitants (2016) i té una superfície de 261.64 km². El centre administratiu del municipi és el poble de Birketveit.